# Jagomphocerus amazonicus
Jagomphocerus amazonicus är en insektsart som beskrevs av Frédéric Carbonell 1995. Jagomphocerus amazonicus ingår i släktet Jagomphocerus och familjen gräshoppor. Inga underarter finns listade i Catalogue of Life.